# Филькино (Вологодская область)
Филькино — деревня в Вологодском районе Вологодской области на реке Шомица.
Входит в состав Кубенского сельского поселения (с 1 января 2006 года по 8 апреля 2009 года входила в Вепревское сельское поселение), с точки зрения административно-территориального деления — в Вепревский сельсовет.
Расстояние до районного центра Вологды по автодороге — 64 км, до центра муниципального образования Кубенского по прямой — 17 км. Ближайшие населённые пункты — Фенино, Глотово, Хаменниково, Богослово, Молоково, Семёнково, Ивановское.
По переписи 2002 года население — 5 человек.